# Marija Fjodorowna Kalinina
Marija Fjodorowna Kalinina (russisch Мария Фёдоровна Калинина; * 14. September 1971 in Moskau) ist ein ehemaliges russisches Model und Schauspielerin.
Sie wurde im Alter von 16 Jahren am 12. Juni 1988 zur Miss Moskau gewählt. Es war der erste jemals in der Sowjetunion durchgeführte Schönheitswettbewerb. 1990 übersiedelte Kalinina in die USA. In den 1990er Jahren engagierte sich Kalinina für verschiedene Umweltschutz-Kampagnen. Heute lebt sie mit ihrem Ehemann, dem ukrainischen Musikproduzenten Waleryj Sigal, in Los Angeles und arbeitet als Lehrerin für Kundalini-Yoga.
1990 spielte sie in der italienischen Komödie Occhio alla perestrojka von Castellano und Pipolo, 2006 übernahm sie eine Rolle im Horrorfilm Stay Alive.